# 高富有
高富有（1917年11月28日—2015年1月1日）山西省石楼县人，中国共产党及中华人民共和国官员。

## 生平
高富有生于山西省石楼县义牒镇侯家沟村。1936年2月参加革命工作，同年12月加入中国共产党。1936年2月任山西省石楼县田家岔乡苏维埃副主席。1936年6月参加中国工农红军，历任红一方面军总部特务团一连战士、班长。1937年5月到1939年12月，历任延安中央军委警卫营二连机枪班班长、排长。1939年12月到1942年10月，任延安警卫大队副中队长。1942年10月到1948年4月，历任延安中央警备团三连、一连、手枪连副连长。1948年4月到12月，历任河北省建屏县中央警备团一连、五连连长。1948年12月到1949年3月，任河北省建屏县中央社会部便衣队队长。
1949年3月到1950年6月，任公安部二处政保队队长。1950年6月到1953年5月，任政务院外国专家招待处办公室主任兼警卫科科长。1953年5月到1960年11月，历任国务院外国专家局办公室主任、人事处副处长、招待处处长、友谊汽车公司经理、友谊宾馆经理。1960年11月到1963年2月，任国务院外国专家局副局长。1963年2月到1968年1月，任国务院机关事务管理局副局长。1968年1月到1973年2月，任国务院机关临时党委委员，国务院机关事务管理局革命委员会副主任。1973年2月到1981年12月，任国务院机关事务管理局第一副局长，党组副书记。文革期间，他受国务院总理周恩来指派，秘密保护了贺龙、李维汉、乌兰夫等多位老一辈革命家。后又作为治丧工作组成员，为毛泽东、刘少奇、周恩来等党和国家领导人操办后事。1981年12月到1982年12月，任国务院参事室第一副主任。1982年12月离休。离休后享受正部长级医疗待遇、副部长级住房待遇。
2015年1月1日，高富有在北京病逝，享年98岁。1月7日，遗体告别仪式在八宝山殡仪馆东礼堂举行。